# Formalisme BSSN
Le formalisme de BSSN est un formalisme de la relativité générale qui a été développé par Thomas W. Baumgarte, Stuart L. Shapiro, Masaru Shibata et Takashi Nakamura entre 1987 et 1999. Il est une évolution du formalisme ADM développé au cours des années 1950.
Le formalisme ADM est un formalisme hamiltonien qui ne permet pas de simulations numériques stables et à long terme. Dans le formalisme BSSN, les équations ADM sont modifiées en introduisant des variables auxiliaires. Le formalisme a été testé pour une évolution à long terme des ondes gravitationnelles linéaires et utilisé à diverses fins, telles que la simulation de l'évolution non linéaire des ondes gravitationnelles ou l'évolution et la collision de trous noirs,.

## Voir également
- Formalisme ADM
- Mécanique hamiltonienne